# Eloy Tato Losada
Eloy Tato Losada (Carballeda de Valdeorras, 6 settembre 1923 – O Barco de Valdeorras, 18 gennaio 2022) è stato un vescovo cattolico e missionario spagnolo.

## Biografia
Eloy Tato Losada nacque a Villadequinta, una parrocchia del comune di Carballeda de Valdeorras, il 6 settembre 1923 ed era l'ultimo dei cinque figli di Venancio e Manuela.

### Formazione e ministero sacerdotale
Ha compiuto gli studi per il sacerdozio nel seminario di Astorga.
Il 15 giugno 1946 è stato ordinato presbitero per la diocesi di Astorga nella cattedrale diocesana da monsignor Jesús Mérida Pérez. Fu vicario economo di Valdeorras e incaricato nelle parrocchie di Meda, Prada, Riomao, Curixido e Vilaboa, tutte appartenenti alla parrocchia di A Veiga. L'8 ottobre 1952 entrò nell'Istituto spagnolo di San Francesco Saverio per le missioni estere a Burgos e nel giugno dell'anno successivo emise la professione solenne.
Venne quindi inviato in Colombia come missionario. Fu professore presso il seminario maggiore del vicariato apostolico di San Jorge e nel 1954 venne nominato parroco della quasi-parrocchia di San Giuseppe nella parte alta del vicariato, un luogo colpito da attentati terroristici della guerriglia. L'anno successivo contrasse la malaria e fu trasferito al seminario maggiore di San Benito Abad. Fu rettore dello stesso, professore di teologia e parroco della parrocchia di San Benedetto abate. Nel 1959 venne nominato pro-vicario apostolico di San Jorge; succedette a monsignor José Lecuona Labandíbar, nominato superiore generale dell'Istituto spagnolo di San Francesco Saverio per le missioni estere.

### Ministero episcopale
Il 3 maggio 1960 papa Giovanni XXIII lo nominò vicario apostolico di San Jorge e vescovo titolare di Cardicio. Ricevette l'ordinazione episcopale il 25 luglio successivo nella cattedrale di Santa Maria ad Astorga dal cardinale Ildebrando Antoniutti, nunzio apostolico in Spagna, co-consacranti il vescovo di Astorga José Castelltort Subeyre e il vescovo José Lecuona Labandibar, superiore generale dell'Istituto spagnolo di San Francesco Saverio per le missioni estere. Con 36 anni di età era il vescovo più giovane del mondo.
Partecipò a tutte le sessioni del Concilio Vaticano II.
Il 25 aprile 1969 con tre distinte bolle di papa Paolo VI, il vicariato apostolico di San Jorge fu de facto soppresso e il suo territorio smembrato in tre nuove circoscrizioni ecclesiastiche. Con la bolla Recta sapiensque fu eretta la diocesi di Magangué costituita dai comuni di Achí, Barranco de Loba, Morales, San Martín de Loba, Simití, San Pablo, e parimenti da altri comuni già appartenuti all'arcidiocesi di Cartagena. Monsignor Tato Losada venne nominato vescovo di questa sede.
Il 31 maggio 1994 papa Giovanni Paolo II accettò la sua rinuncia al governo pastorale della diocesi per motivi di salute. Fece ritorno in Spagna e si stabilì nel suo paese natale collaborando nella pastorale parrocchiale.
Dalla morte di monsignor Bernardino Piñera Carvallo avvenuta il 21 giugno 2020, fu il vescovo cattolico più anziano per ordinazione.
Morì all'ospedale comarcale di O Barco de Valdeorras alle 21:30 del 18 gennaio 2022. Era l'ultimo vescovo ad avere preso parte a tutte le sessioni del Concilio Vaticano II. Le esequie si tennero il 21 gennaio alle 12 nella chiesa parrocchiale di Santa Rita a Villadequinta e furono presiedute da monsignor Jesús Fernández González, vescovo di Astorga. Al termine del rito fu sepolto nel cimitero cittadino.

## Genealogia episcopale
La genealogia episcopale è:
- Cardinale Scipione Rebiba
- Cardinale Giulio Antonio Santori
- Cardinale Girolamo Bernerio, O.P.
- Arcivescovo Galeazzo Sanvitale
- Cardinale Ludovico Ludovisi
- Cardinale Luigi Caetani
- Cardinale Ulderico Carpegna
- Cardinale Paluzzo Paluzzi Altieri degli Albertoni
- Papa Benedetto XIII
- Papa Benedetto XIV
- Papa Clemente XIII
- Cardinale Marcantonio Colonna
- Cardinale Giacinto Sigismondo Gerdil, B.
- Cardinale Giulio Maria della Somaglia
- Cardinale Carlo Odescalchi, S.I.
- Cardinale Costantino Patrizi Naro
- Cardinale Serafino Vannutelli
- Cardinale Domenico Serafini, Cong. Subl. O.S.B.
- Cardinale Pietro Fumasoni Biondi
- Cardinale Ildebrando Antoniutti
- Vescovo Eloy Tato Losada, I.E.M.E.